# 경상남도창녕교육지원청
경상남도창녕교육지원청(慶尙南道昌寧敎育支援廳, Changnyeong Office of Education)은 경상남도 창녕군의 교육을 담당하기 위해 경상남도교육청 산하에 설치된 교육지원청이다.
교육장은 장학관으로 보한다.

## 연혁
- 1952년 3월 1일: 창녕군 교육구청 개청(33개 초등학교)
- 1952년 6월 4일: 창녕군 교육위원회 발족
- 1972년 2월 17일: 창녕군립도서관 개관(만옥정 공원내)
- 1987년 2월 2일: 창녕학생체육관 신축 개관
- 1993년 4월 23일: 남지도서관 신축 개관
- 1995년 9월 11일: 창녕도서관 이전 개관
- 2010년 9월 1일: 경상남도창녕교육지원청으로 명칭변경

## 조직
- 교육지원과
  - 초등교육담당
  - 중등교육담당
  - 평생체육담당
  - 보건급식담당
- 행정지원과
  - 행정지원담당
  - 교육재정담당
  - 교육협력담당
  - 시설지원담당
  - 학교지원담당

### 소속기관
- 창녕도서관
- 남지도서관

### 관내학교
유치원
- 창녕유치원

초등학교
| - 계창초등학교 - 고암초등학교 - 길곡초등학교 - 남지초등학교 - 대지초등학교 - 대합초등학교 | - 도천초등학교 - 동포초등학교 - 명덕초등학교 - 부곡초등학교 - 학포분교 - 영산초등학교 | - 유어초등학교 - 이방초등학교 - 장천분교 - 장마초등학교 - 창녕성산초등학교 - 창녕초등학교 |

중학교
| - 남지여자중학교 - 남지중학교 - 대성중학교 - 부곡중학교 - 성산중학교 | - 신창여자중학교 - 영산중학교 - 창녕여자중학교 - 창녕옥야중학교 - 창녕중학교 |